# ガイウス・オフォニウス・ティゲッリヌス
ガイウス・オフォニウス・ティゲッリヌス（ラテン語：Gaius Ofonius Tigellinus、10年頃 - 69年）は、ローマ帝国ユリウス＝クラウディウス朝期の軍人である。なお、オポニウス・ティゲッリヌス（Ophonius Tigellinus）やソポニウス・ティゲッリヌス（Sophonius Tigellinus）と記載されることもある。

## 略歴
ガイウス・オフォニウス・ティゲッリヌスはアグリゲントゥム（現：アグリジェント）の出身であるが、元々はギリシアにルーツを持つ家系であったとされる。第3代ローマ皇帝カリグラ治世下の39年に追放されたが、カリグラの2人の妹である小アグリッピナおよびユリア・リウィッラとの密通を疑われたことによる。なお、クラウディウスが皇帝に即位した41年に追放を解かれ、イタリア本土へ戻った。
相続した財産でアプリアとカラブリアに土地を購入し、競走馬の養育に専念した。54年にローマ皇帝に即位したネロとは昵懇の仲であり、ネロの愛人であったポッパエア・サビナの信用も得て、奸臣となった。
62年、セクストゥス・アフラニウス・ブッルスの死去によってティゲッリヌスはファエニウス・ルフス（en）と共同でプラエフェクトゥス・プラエトリオ（護衛隊長）に任じられ、政敵であったルキウス・アンナエウス・セネカを失脚させた。ネロやポッパエアの意向を汲み取り、皇后クラウディア・オクタウィアを自殺に追いやった。
64年、ティゲッリヌスは悪名高いアグリッパの池での乱痴気騒ぎを主催した。また、同じ年に発生したローマ大火がアエミリアヌス街にあったティゲッリヌスの所有地から失火し、放火の疑念を持たれた。
65年、元老院議員ガイウス・カルプルニウス・ピソを皇帝に擁立する計画が発覚、これに関与したとしてセネカらが自殺を命ぜられたが、この検挙の一切をティゲッリヌスが取り仕切り、その論功でネロからマルクス・コッケイウス・ネルウァやプブリウス・ペトロニウス・トゥルピリアヌスと共に凱旋の名誉を与えられた。ティゲッリヌスは広場への胸像の設置も認められた。67年にはネロの行幸で自らの祖先のルーツがあるギリシアへ随伴した。
68年、ガリア・ルグドゥネンシス属州総督ガイウス・ユリウス・ウィンデクスが反乱を起こし、ウィンデクスの敗死後も、ヒスパニア・タラコネンシスのガルバやルシタニアのオトといった各地の属州総督がネロへの反乱を起こした。皇帝を護るべき立場のティゲッリヌスであったが、65年より同僚のプラエフェクトゥス・プラエトリオであったガイウス・ニンピディウス・サビヌス（en）と共にいち早くネロを見捨てて、買収されたプラエトリアニもネロから離反した。ネロは6月9日に自殺した。
ネロの後継皇帝となったガルバによってプラエフェクトゥス・プラエトリオを解任されたが、ガルバの娘やガルバの側近を買収して罪は問われなかった。しかし、ガルバの暴政によってアウルス・ウィテッリウスが新たに反乱を起こすなど内戦は収まらず、69年1月にガルバが殺害され、オトが後継の皇帝となった。オトはローマ市民に憎悪されていたティゲッリヌスの排除を決意しており、ティゲッリヌスはオトの命により自殺させられた。